# Skeleton ai Giochi olimpici
La disciplina dello skeleton fece la prima apparizione ai Giochi olimpici invernali nelle edizioni del 1928 e del 1948, entrambe disputate a St. Moritz in Svizzera, dove furono assegnate solo le medaglie nel singolo maschile. Dopo essere stato escluso dal programma olimpico per più di mezzo secolo, nel 2002 a Salt Lake City negli Stati Uniti lo skeleton è stato riproposto, con l'aggiunta della competizione femminile.

## Medaglie assegnate
| Eventi    | 24 | 28 | 32 | 36 | 48 | 52 | 56 | 60 | 64 | 68 | 72 | 76 | 80 | 84 | 88 | 92 | 94 | 98 | 02 | 06 | 10 | 14 | 18 | 22 |   |
| --------- | -- | -- | -- | -- | -- | -- | -- | -- | -- | -- | -- | -- | -- | -- | -- | -- | -- | -- | -- | -- | -- | -- | -- | -- | - |
| Maschile  |    | •  |    |    | •  |    |    |    |    |    |    |    |    |    |    |    |    |    | •  | •  | •  | •  | •  | •  | 8 |
| Femminile |    |    |    |    |    |    |    |    |    |    |    |    |    |    |    |    |    |    | •  | •  | •  | •  | •  | •  | 6 |

## Medagliere
Aggiornato a Pechino 2022.
| Pos. | Nazione                      | Oro | Argento | Bronzo | Totale |
| ---- | ---------------------------- | --- | ------- | ------ | ------ |
| 1    | Stati Uniti                  | 3   | 4       | 1      | 8      |
| 2    | Germania                     | 3   | 3       | 1      | 7      |
| 3    | Gran Bretagna                | 3   | 1       | 5      | 9      |
| 4    | Canada                       | 2   | 1       | 1      | 4      |
| 5    | Russia                       | 1   | 0       | 2      | 3      |
| 6    | Svizzera                     | 1   | 0       | 2      | 3      |
| 7    | Italia                       | 1   | 0       | 0      | 1      |
| 7    | Corea del Sud                | 1   | 0       | 0      | 1      |
| 8    | Lettonia                     | 0   | 2       | 0      | 2      |
| 9    | Austria                      | 0   | 1       | 0      | 1      |
| 9    | Atleti Olimpici dalla Russia | 0   | 1       | 0      | 1      |
| 9    | Australia                    | 0   | 1       | 0      | 1      |
| 12   | Paesi Bassi                  | 0   | 0       | 1      | 1      |
| 12   | Cina                         | 0   | 0       | 1      | 1      |